# Liga Departamental de Fútbol de Ica
La Liga Departamental de Fútbol de Ica (cuyas siglas son LIDEFI) es una de las 25 Ligas Departamentales de Fútbol del Perú y es la entidad rectora de las competiciones futbolísticas del Departamento de Ica. 
Fue fundada oficialmente en 1976 pero anteriormente funcionaba como Consejo Departamental de Ligas. Su sede se encuentra ubicada en la Av. Los Maestros S/N en el estadio José Picasso Peratta. Su presidente actual es Julio César Muñante Gómez. Forma parte del Sistema Nacional de la Copa Perú.

## Historia
La Copa Perú fue un proyecto de Víctor Nagaro Bianchi, como jefe del Consejo Nacional del Deporte (equivalente a lo que es actualmente el Instituto Peruano del Deporte), cuya idea era emular los torneos descentralizados de aquella época en Italia y Francia donde participaba todo el país. Buscando la descentralización del fútbol peruano, ya se había invitado a cuatro equipos del interior del país para participar en el primer Campeonato Descentralizado 1966. Donde el invitado de la región Ica fue el club Octavio Espinosa.
Es por ello que durante 1966 se juegan, en paralelo, la primera edición de cada Liga Departamental en todos los Departamentos geográficos del Perú, donde cada campeón clasificaría a la Etapa Regional, para finalmente jugar una eliminatoria en donde saldrían los 6 mejores equipos. Estos jugarían, al año siguiente, la primera edición de la Copa Perú. Durante el paso de los años, la etapa siguiente a la que accedían los campeones (y posteriormente subcampeones) variaría.

### Clasificación a la Etapa Regional (1966 - 2014, 2021)

#### Clasificación a la Región Centro (1967 - 1973)
En este periodo, la Etapa Regional se dividiría en las siguientes regiones: Norte A, Norte B, Oriente, Centro, Sur y Sureste. Los equipos se agruparían en cada región según la cercanía geográfica de los departamentos. Durante la primera edición de la Etapa Región centro, se enfrentarían los Campeones Departamentales de Ica, Lima y Junín. A partir de 1968, se uniría a la Región Centro: Huancavelica, que tendrían por primera vez un representante en la Etapa Regional.
En 1967, Ica tendría dos representantes: Deportivo Huracán quien era el Campeón Departamental de 1966 y el Octavio Espinosa quien había descendido del Campeonato Descentralizado 1966, ambos se enfrentarían ante Oscar Berckemeyer (Campeón Departamental de Lima) y Unión Ocopilla (Campeón Departamental de Junín). El Campeón Regional sería Octavio Espinosa, quien clasificaría a la Etapa Nacional de la Copa Perú.
En 1968, Ica tendría como representante al Campeón Departamental de 1967: Victor Bielich, quien se enfrentaría ante Aurora Chancayllo (Campeón Departamental de Lima), Universitario de Tarma (Campeón Departamental de Junín) y Unión Deportivo Ascensión (Campeón Departamental de Huancavelica).
En 1969, Ica tendría como representante al Campeón Departamental de 1968: Victor Bielich, quien había conseguido el bicampeonato, y se enfrentaría ante Social Huando (Campeón Departamental de Lima), Unión Ocopilla (Campeón Departamental de Junín) y Unión Deportivo Ascensión (Campeón Departamental de Huancavelica).
En 1970, Ica tendría como representante al Campeón Departamental de 1969: Deportivo Huracán, quien se enfrentaría ante Walter Ormeño (Campeón Departamental de Lima), Unión Ocopilla (Campeón Departamental de Junín) y Unión Deportivo Ascensión (Campeón Departamental de Huancavelica).
En 1971, Ica tendría como representante al Campeón Departamental de 1970: Construcción Civil, quien se enfrentaría ante Social Huando (Campeón Departamental de Lima), Deportivo Junín (Campeón Departamental de Junín) y Sport Machete (Campeón Departamental de Huancavelica).
En 1972, Ica tendría como representante al Campeón Departamental de 1971: Sport San Martín, quien se enfrentaría ante Atlético Independiente (Campeón Departamental de Lima), Asociación Deportiva Tarma (Campeón Departamental de Junín) y Centro de Salud (Campeón Departamental de Huancavelica).
En 1973, Ica tendría como representante al Campeón Departamental de 1972: Octavio Espinosa, quien se enfrentaría ante Juventud La Palma (Campeón Departamental de Lima), Deportivo Municipal (Campeón Departamental de Junín) y Sport Diamante (Campeón Departamental de Huancavelica). El Campeón Regional sería Octavio Espinosa, quien clasificaría a la Etapa Nacional de la Copa Perú.

#### Clasificación a la Región VIII (1974)
En este año, la Etapa Regional (llamada también Reclasificatorio Regional) se dividiría en trece regiones, donde se agruparía a los Campeones Departamentales con equipos de provenientes del Campeonato Descentralizado 1973. Los campeones regionales tenían como premio el ascenso directo al Campeonato Descentralizado 1974. En esta región se enfrentarían los Campeones Departamentales de Ica y Lima Sur.
Ica tendría como representante al Campeón Departamental de 1973: Octavio Espinosa, quien se enfrentaría ante Walter Ormeño (Campeón Departamental de Lima Sur).

#### Clasificación a la Región IV (1993 - 1994)
En este periodo, la Etapa Regional se dividiría en doce regiones. En esta región, se enfrentarían los Campeones Departamentales de Ica y Lima. En la edición de 1993 se da por primera vez el acceso a Campeones y Subcampeones Departamentales. En la edición de 1994, se da acceso a los Campeones Departamentales de 1993 y 1994, con el motivo de desarrollar todas las fases de la Copa Perú en un mismo año, este cambio se mantiene hasta la actualidad.
En 1993, Ica tendría como representantes al Campeón y Subcampeón Departamental de 1992: Cosmos San Isidro y Saragoza, quienes se enfrentarían ante San José de Manzanares y Tres Unidos (Campeón y Subcampeón Departamental de Lima de 1992, respectivamente). También representaría a Ica: Sport Puerto Aéreo, quien había descendido de la Segunda División 1992.
En 1994, Ica tendría como representantes a los Campeones Departamentales de 1993 y 1994: Juan Mata e Independiente Los Ángeles, quienes se enfrentarían ante Sporting Cristal de Supe y Atlético Independiente (Campeones Departamentales de Lima de 1993 y 1994, respectivamente). También representaría a Ica: Octavio Espinosa, quien había descendido de la Segunda División 1993. Y a Lima: Deportivo Cadet, tercer lugar del torneo Interligas 1994.

#### Clasificación a la Región II (1995 - 1997)
En este periodo, la Etapa Regional se dividiría en seis regiones. En esta región, se enfrentarían los Campeones Departamentales de Ica, Áncash y La Libertad. En 1996 y 1997 se añadirían los Campeones Departamentales de Lima y Callao.
En 1995, Ica tendría como representante al Campeón Departamental: Juan Mata, quien se enfrentaría ante José Gálvez (Campeón Departamental de Áncash), y Deportivo Marsa (Campeón Departamental de La Libertad). También representaría a La Libertad: Carlos A. Mannucci, quien había descendido del Campeonato Descentralizado 1994.
En 1996, Ica tendría como representante al Campeón Departamental: Estudiantes de Medicina, quien se enfrentaría ante José Gálvez (Campeón Departamental de Áncash), Carlos A. Mannucci (Campeón Departamental de La Libertad), Deportivo Repcel (Campeón Departamental de Lima), y Olímpico Bella Unión (Campeón Departamental de Callao).
En 1997, Ica tendría como representante al Campeón Departamental: Estudiantes de Medicina, quien se enfrentaría ante Unión Florida (Campeón Departamental de Áncash), Deportivo UPAO (Campeón Departamental de La Libertad), San José Manzanares (Campeón Departamental de Lima), y Olímpico Bella Unión (Campeón Departamental de Callao).

#### Clasificación a la Región IV (1998 - 2004)
A partir de este periodo se implementaría uno de los grandes cambios a la clasificación: la Etapa Regional se dividiría en ocho regiones, dicho estilo de división se mantendría hasta la última edición de la Etapa Regional. En esta región, se enfrentarían los Campeones Departamentales de Ica, Lima y Callao. En 2004, se añadiría el último cambio importante: los subcampeones departamentales también tendrían acceso a la Etapa Regional. Además en este año, los Campeones Departamentales de Lima y Callao, serían reemplazados por los de: Ayacucho y Huancavelica.
En 1998, Ica tendría como representante al Campeón Departamental: Estudiantes de Medicina, quien se enfrentaría ante Telefunken 20 (Campeón Departamental de Lima), y Somos Aduanas (Campeón Departamental de Callao). También representaría a Lima el club Deportivo Repcel. 
En 1999, Ica tendría como representante al Campeón Departamental: Estudiantes de Medicina, quien se enfrentaría ante Aurora Chancayllo (Campeón Departamental de Lima), y Somos Aduanas (Campeón Departamental de Callao). También representaría a Lima el club Juventud Chacarilla. El Campeón Regional sería Estudiantes de Medicina, quien clasificaría a la Etapa Nacional de la Copa Perú.
En 2000, Ica tendría como representante al Campeón Departamental: Estudiantes de Medicina, quien se enfrentaría ante Aurora Chancayllo (Campeón Departamental de Lima), y Atlético Chalaco (Campeón Departamental de Callao). El Campeón Regional sería Estudiantes de Medicina, quien clasificaría a la Etapa Nacional de la Copa Perú.
En 2001, Ica tendría como representante al Campeón Departamental: Deportivo Aceros Arequipa, quien se enfrentaría ante Deportivo La Esmeralda (Campeón Departamental de Lima), y Somos Aduanas (Campeón Departamental de Callao). También representaría a Lima el club Atlético Piedra Liza.
En 2002, Ica tendría como representante al Campeón Departamental: Santa Rita, quien se enfrentaría ante Juventud Torre Blanca (Campeón Departamental de Lima), y Atlético Chalaco (Campeón Departamental de Callao).
En 2003, Ica tendría como representante al Campeón Departamental: Abraham Valdelomar, quien se enfrentaría ante Nicolás de Piérola (Campeón Departamental de Lima), y Deportivo Mórrope (Campeón Departamental de Callao). El Campeón Regional sería Abraham Valdelomar, quien clasificaría a la Etapa Nacional de la Copa Perú.
En 2004, Ica tendría como representantes a: Sport Alfonso Ugarte (Campeón Departamental) y San José (Subcampeón Departamental), quienes se enfrentarían ante Deportivo Huáscar y San Francisco (Campeón y Subcampeón Departamental de Ayacucho, respectivamente), y a Lúcuma Dorada y Municipal (Campeón y Subcampeón Departamental de Huancavelica, respectivamente). El Campeón Regional sería San José y el Subcampeón Sport Alfonso Ugarte, quienes clasificaría a la Etapa Nacional de la Copa Perú.

#### Clasificación a la Región V (2005 - 2007)
En este periodo se cambiaría solamente el número de Región IV a Región V. En esta región, se enfrentarían los Campeones Departamentales de Ica, Ayacucho y Huancavelica. Se mantendría el formato de las ocho regiones, también se mantendría la participación de los Campeones (C) y Subcampeones (S) Departamentales.
En 2005, Ica tendría como representantes a: Abraham Valdelomar (C) y José Carlos Mariategui (S), quienes se enfrentarían ante Deportivo Municipal (C) y Sport Huamanga (S) (Ayacucho), y a Instituto Pedagógico (C) y Deportivo Municipal (S) (Huancavelica). El Campeón Regional sería Abraham Valdelomar, quien clasificaría a la Etapa Nacional de la Copa Perú.
En 2006, Ica tendría como representantes a: Sport Victoria (C) y Alianza Pisco (S), quienes se enfrentarían ante Sport Huamanga (C) y Deportivo Municipal (S) (Ayacucho), y a Deportivo Municipal(C) y Deportivo Unión Minas Caudalosa (S) (Huancavelica). El Campeón Regional sería Sport Victoria quien clasificaría a la Etapa Nacional de la Copa Perú.
En 2007, Ica tendría como representantes a: Juventud Miraflores (C) y Sport Victoria (S), quienes se enfrentarían ante Sport Huamanga (C) y Froebel Deportes (S) (Ayacucho), y a Deportivo Municipal de Anchonga (C) y Deportivo Municipal de Ccochaccasa (S) (Huancavelica).

#### Clasificación a la Región VI (2008 - 2014)
En este periodo se cambiaría solamente el número de Región V a Región VI. En esta región, se enfrentarían los Campeones Departamentales de Ica, Ayacucho y Huancavelica. Se mantendría el formato de las ocho regiones, también se mantendría también la participación de los Campeones (C) y Subcampeones (S) Departamentales.
En 2008, Ica tendría como representantes a: Deportivo UNICA (C) y Juventud Guadalupe (S), quienes se enfrentarían ante Sport Huamanga (C) y Deportivo Municipal (S) (Ayacucho), y a Deportivo Municipal de Acobamba (C) y Deportivo Municipal de Acoria (S) (Huancavelica).
En 2009, Ica tendría como representantes a: Juventud Media Luna (C) y Olímpico Peruano (S), quienes se enfrentarían ante Deportivo Municipal (C) y Froebel Deportes (S) (Ayacucho), y a Diablos Rojos (C) y Social Lircay (S) (Huancavelica).
En 2010, Ica tendría como representantes a: Joe Gutiérrez (C) y Sport Victoria (S), quienes se enfrentarían ante Froebel Deportes (C) y Deportivo Municipal (S) (Ayacucho), y a Santa Rosa PNP (C) y Unión Deportivo Ascensión (S) (Huancavelica). El Campeón Regional sería Sport Victoria  y el Subcampeón Regional Joe Gutiérrez, quienes clasificaría a la Etapa Nacional de la Copa Perú.
En 2011, Ica tendría como representantes a: Defensor Zarumilla (C) y Alianza Pisco (S), quienes se enfrentarían ante Sport Huracán (C) y Deportivo Municipal (S) (Ayacucho), y a Deportivo Municipal (C) y Unión Minas (S) (Huancavelica). También representarían a Ica: Sport Victoria y Joe Gutiérrez, quienes serían eliminados de la Etapa Nacional del 2010. El Campeón Regional sería Defensor Zarumilla y el Subcampeón Regional Sport Victoria, quienes clasificarían a la Etapa Nacional de la Copa Perú.
En 2012, Ica tendría como representantes a: Santos FC (C) y Defensor Mayta Cápac (S), quienes se enfrentarían ante Sport Social Libertad (C) y Deportivo Municipal (S) (Ayacucho), y a Deportivo Municipal (C) y Unión Deportivo Ascensión (S) (Huancavelica). También representarían a Ica: Defensor Zarumilla y Sport Victoria, quienes serían eliminados de la Etapa Nacional del 2011. El Campeón Regional sería Sport Victoria y el Subcampeón Regional Defensor Zarumilla, quienes clasificarían a la Etapa Nacional de la Copa Perú.
En 2013, Ica tendría como representantes a: Defensor Zarumilla (C) y San Ignacio (S), quienes se enfrentarían ante Deportivo Municipal (C) y IST Federico Gonzáles (S) (Ayacucho), y a Deportivo Municipal (C) y Racing (S) (Huancavelica). El Campeón Regional sería San Ignacio, quien clasificaría a la Etapa Nacional de la Copa Perú.
En 2014, Ica tendría como representantes a: Defensor Zarumilla (C) y Unión Progresista(S), quienes se enfrentarían ante Player Villafuerte (C) y Percy Berrocal (S) (Ayacucho), y a Social Lircay (C) y Santa Rosa (S) (Huancavelica). El Campeón Regional sería Defensor Zarumilla, quien clasificaría a la Etapa Nacional de la Copa Perú.

### Clasificación a la Etapa Nacional (2015 - 2020, 2022 - Actualidad)
En 2015 la Federación Peruana de Fútbol modificó el sistema del campeonato, eliminando los ocho Torneos Regionales (Etapa Regional), aumentando así el número de equipos participantes en el Torneo Nacional (Etapa Nacional) de 16 a 50. El acceso al Campeón y Subcampeón Departamental de Ica a la Etapa Nacional se mantiene.

## Ligas participantes
La Liga Departamental administra a las cinco Ligas Provinciales que conforman el departamento además de la Liga Provincial de Lucanas y Parinacochas que, pese a que ambas provincias pertenecen al departamento de Ayacucho, por cercanía geográfica participa de manera unificada en la departamental iqueña:
- Liga Provincial de Chincha
- Liga Provincial de Ica
- Liga Provincial de Lucanas y Parinacochas
- Liga Provincial de Nasca
- Liga Provincial de Palpa
- Liga Provincial de Pisco

## Sistema de competición
El torneo consta de cuatro fases, con un total de 7 fechas.
- Fase 1: se arman 6 grupos conformados por 2 equipos, los cuales participan en duelos directos: ida y vuelta. La localía se define por la forma en que se clasifica a esta etapa. Hay que considerar las siguientes disposiciones:
  - Los Campeones Provinciales del departamento cierran el grupo de visitante.
  - En caso de haber empates en ambos partidos, la diferencia de goles no es considerada. Solo para cuestiones de clasificación, se definen en penales para tener al ganador del grupo.
  - Para definir a los segundos mejores se consideran (en este orden) los siguientes criterios: mayor "Total de Puntos", más "Goles a Favor" y de darse el caso, mejor "Diferencia de Goles".
- Fase 2: conformado por los 6 clubes ganadores y los 2 mejores segundos de la fase anterior, los cuales participan en duelos directos de: ida y vuelta. No hay distinción entre los clasificados, por lo que entran todos en un mismo sorteo para la definición de llaves.
- Semifinales: conformado por los 4 clubes ganadores de la fase anterior. Se realizan duelos directos de ida y vuelta. No hay distinción entre los clasificados, por lo que entran todos en un mismo sorteo para la definición de llaves.
- Final: se realiza un partido único para definir al Campeón y Subcampeón Departamental, el cual se juega en una cancha neutra. Ambos clubes clasifican a la Etapa Nacional de la Copa Perú.

## Historial
| Liga Departamental de Fútbol de Ica | Liga Departamental de Fútbol de Ica       | Liga Departamental de Fútbol de Ica       | Liga Departamental de Fútbol de Ica       | Liga Departamental de Fútbol de Ica       | Liga Departamental de Fútbol de Ica                                                    |
| Año                                 | Campeón                                   | Distrito                                  | Subcampeón                                | Distrito                                  | Notas                                                                                  |
| ----------------------------------- | ----------------------------------------- | ----------------------------------------- | ----------------------------------------- | ----------------------------------------- | -------------------------------------------------------------------------------------- |
| 1966                                | Deportivo Huracán                         | Ica                                       | Víctor Bielich                            | Pisco                                     |                                                                                        |
| 1967                                | Víctor Bielich                            | Pisco                                     | Francisco Oropeza                         | Nasca                                     |                                                                                        |
| 1968                                | Víctor Bielich (2)                        | Pisco                                     | Deportivo Huracán                         | Ica                                       | Primera final repetida. Primera final entre dos campeones. Primera defensa del título. |
| 1969                                | Deportivo Huracán (2)                     | Ica                                       | Francisco Oropeza                         | Nasca                                     |                                                                                        |
| 1970                                | Construcción Civil (1)                    | Chincha Alta                              | Francisco Oropeza                         | Nasca                                     | Primer equipo en perder finales seguidas.                                              |
| 1971                                | Sport San Martín (1)                      | Ica                                       | Víctor Bielich                            | Pisco                                     | Ica, primer distrito y provincia en tener dos campeones departamentales.               |
| 1972                                | Octavio Espinosa                          | Ica                                       | Independiente Lima                        | Chincha Alta                              |                                                                                        |
| 1973                                | Octavio Espinosa                          | Ica                                       | Estudiantes Unidos                        | Nasca                                     |                                                                                        |
| 1974                                | Alejandro Villanueva                      | Chincha Alta                              | Sport Bolognesi                           | Pisco                                     |                                                                                        |
| 1975                                | Olímpico de Acomayo                       | Ica                                       | Sport Vitarte                             | Pisco                                     |                                                                                        |
| 1976                                | José Carlos Mariátegui (1)                | Santiago                                  | Juventud Aurora                           | Palpa                                     |                                                                                        |
| 1977                                | Olímpico de Acomayo (2)                   | Ica                                       | Alejandro Villanueva                      | Chincha Alta                              |                                                                                        |
| 1978                                | Octavio Espinosa                          | Ica                                       | Juventud Barrios Altos                    | Chincha Alta                              |                                                                                        |
| 1979                                | Octavio Espinosa                          | Ica                                       | Juventud San Carlos                       | Chincha Alta                              | Primer equipo en defender el título dos veces.                                         |
| 1980                                | Defensor Mayta Cápac (1)                  | El Carmen                                 | Octavio Espinosa                          | Ica                                       | Primer equipo en obtener el triplete departamental.                                    |
| 1981                                | Octavio Espinosa (5)                      | Ica                                       |                                           |                                           |                                                                                        |
| 1982                                | San Pablo (1)                             | Nasca                                     | Deportivo Aviación                        | Pisco                                     |                                                                                        |
| 1983                                | Félix Donayre                             | La Tinguiña                               | Sport Buenos Aires                        | Pisco                                     |                                                                                        |
| 1984                                | Sport Bolívar (1)                         | Santiago                                  |                                           |                                           |                                                                                        |
| 1985                                | Félix Donayre (2)                         | La Tinguiña                               |                                           |                                           |                                                                                        |
| 1986                                | Once Estrellas (1)                        | El Carmen                                 |                                           |                                           |                                                                                        |
| 1987                                | Sport Puerto Aéreo (1)                    | La Tinguiña                               | Saragoza                                  | Túpac Amaru                               |                                                                                        |
| 1988                                | Inmaculada Concepción (1)                 | Independencia                             | Alejandro Villanueva                      | Chincha Alta                              |                                                                                        |
| 1989                                | Sport Rex (1)                             | Santiago                                  | Deportivo Sunampe                         | Sunampe                                   |                                                                                        |
| 1990                                | Alejandro Villanueva (2)                  | Chincha Alta                              |                                           |                                           |                                                                                        |
| 1991                                | Unión San Martín                          | Pisco                                     |                                           |                                           |                                                                                        |
| 1992                                | Cosmos San Isidro (1)                     | Ica                                       | Saragoza                                  | Túpac Amaru                               |                                                                                        |
| 1993                                | Juan Mata                                 | Nasca                                     |                                           |                                           |                                                                                        |
| 1994                                | Independiente Los Ángeles (1)             | Chincha Alta                              |                                           |                                           |                                                                                        |
| 1995                                | Juan Mata (2)                             | Nasca                                     | Octavio Espinosa                          | Ica                                       |                                                                                        |
| 1996                                | Estudiantes de Medicina                   | Ica                                       |                                           |                                           |                                                                                        |
| 1997                                | Estudiantes de Medicina                   | Ica                                       |                                           |                                           |                                                                                        |
| 1998                                | Estudiantes de Medicina                   | Ica                                       |                                           |                                           |                                                                                        |
| 1999                                | Estudiantes de Medicina                   | Ica                                       |                                           |                                           |                                                                                        |
| 2000                                | Estudiantes de Medicina (5)               | Ica                                       | Domingo Dianderas                         | Chincha Alta                              | Récord de campeonatos consecutivos.                                                    |
| 2001                                | Aceros Arequipa (1)                       | Pisco                                     |                                           |                                           |                                                                                        |
| 2002                                | Deportivo Santa Rita (1)                  | Grocio Prado                              | Alfonso Ugarte                            | Ica                                       |                                                                                        |
| 2003                                | Abraham Valdelomar                        | Ica                                       | Julio Ramírez                             | San Andrés                                |                                                                                        |
| 2004                                | Alfonso Ugarte (1)                        | Ica                                       | San José                                  | El Carmen                                 |                                                                                        |
| 2005                                | Abraham Valdelomar (2)                    | Ica                                       | José Carlos Mariátegui                    | Santiago                                  | Primera final entre equipos de la misma provincia.                                     |
| 2006                                | Sport Victoria (1)                        | Ica                                       | Alianza Pisco                             | Pisco                                     |                                                                                        |
| 2007                                | Juventud Miraflores (1)                   | Chincha Alta                              | Sport Victoria                            | Ica                                       |                                                                                        |
| 2008                                | Deportivo UNICA (1)                       | Ica                                       | Juventud Guadalupe                        | Vista Alegre                              |                                                                                        |
| 2009                                | Juventud Media Luna (1)                   | Grocio Prado                              | Olímpico Peruano                          | Santiago                                  |                                                                                        |
| 2010                                | Joe Gutiérrez (1)                         | Pisco                                     | Sport Victoria                            | Ica                                       |                                                                                        |
| 2011                                | Defensor Zarumilla                        | Nasca                                     | Alianza Pisco                             | Pisco                                     | Campeón invicto.                                                                       |
| 2012                                | Santos                                    | Vista Alegre                              | Mayta Cápac                               | Vista Alegre                              | Primera final entre equipos de la provincia de Nasca y del mismo distrito.             |
| 2013                                | Defensor Zarumilla                        | Nasca                                     | San Ignacio                               | Humay                                     | Campeón invicto.                                                                       |
| 2014                                | Defensor Zarumilla (3)                    | Nasca                                     | Unión Progresista                         | San Cristóbal                             | Campeón invicto.                                                                       |
| 2015                                | Juventud Barrio Nuevo (1)                 | Ocucaje                                   | Deportivo América                         | Palpa                                     |                                                                                        |
| 2016                                | Carlos Orellana (1)                       | La Tinguiña                               | Octavio Espinosa                          | Ica                                       |                                                                                        |
| 2017                                | Unión San Martín                          | Pisco                                     | Parada de los Amigos                      | Grocio Prado                              |                                                                                        |
| 2018                                | Santos (2)                                | Vista Alegre                              | Sport Marino                              | Ica                                       |                                                                                        |
| 2019                                | Deportivo Las Américas (1)                | San Andrés                                | Octavio Espinosa                          | Ica                                       | Campeón invicto.                                                                       |
| 2020                                | No se disputó por la Pandemia de COVID-19 | No se disputó por la Pandemia de COVID-19 | No se disputó por la Pandemia de COVID-19 | No se disputó por la Pandemia de COVID-19 | No se disputó por la Pandemia de COVID-19                                              |
| 2021                                | No se disputó por la Pandemia de COVID-19 | No se disputó por la Pandemia de COVID-19 | No se disputó por la Pandemia de COVID-19 | No se disputó por la Pandemia de COVID-19 | No se disputó por la Pandemia de COVID-19                                              |
| 2022                                | Unión San Martín (3)                      | Pisco                                     | Los Libertadores                          | San Clemente                              | Primera final entre equipos de la provincia de Pisco. Campeón invicto                  |
| 2023                                | Alianza Pisco                             | Pisco                                     | Deportivo Lolo Fernández                  | Puquio                                    | Campeón invicto.                                                                       |
| 2024                                | Juventud Santo Domingo (1)                | Nazca                                     | Sport Nacional de la Joya                 | Santiago                                  | Primer equipo en obtener el ascenso a Liga 3.                                          |
| 2025                                | Alianza Pisco (2)                         | Pisco                                     | Juventud Ccontacc                         | Lucanas                                   | Campeón invicto.                                                                       |

Nota: Nombres y banderas de los equipos según la provincia de donde provienen y entre paréntesis se indica los últimos títulos logrados.

### Palmarés
| Club                     | Campeón | Subcampeón | Años de los campeonatos       | Años de los subcampeonatos |
| ------------------------ | ------- | ---------- | ----------------------------- | -------------------------- |
| Octavio Espinosa         | 5       | 4          | 1972, 1973, 1978, 1979, 1981. | 1980, 1995, 2016, 2019.    |
| Estudiantes de Medicina  | 5       | -          | 1996, 1997, 1998, 1999, 2000. |                            |
| Defensor Zarumilla       | 3       | -          | 2011, 2013, 2014.             |                            |
| Unión San Martín         | 3       | -          | 1991, 2017, 2022.             |                            |
| Víctor Bielich           | 2       | 2          | 1967, 1968.                   | 1966, 1971.                |
| Alejandro Villanueva     | 2       | 2          | 1974, 1990.                   | 1977, 1988.                |
| Alianza Pisco            | 2       | 2          | 2023, 2025.                   | 2006, 2011.                |
| Deportivo Huracán        | 2       | 1          | 1966, 1969.                   | 1968.                      |
| Olímpico de Acomayo      | 2       | -          | 1975, 1977.                   |                            |
| Félix Donayre            | 2       | -          | 1983, 1985.                   |                            |
| Juan Mata                | 2       | -          | 1993, 1995.                   |                            |
| Abraham Valdelomar       | 2       | -          | 2003, 2005.                   |                            |
| Santos                   | 2       | -          | 2012, 2018.                   |                            |
| Sport Victoria           | 1       | 2          | 2006.                         | 2007, 2010.                |
| José Carlos Mariátegui   | 1       | 1          | 1976.                         | 2005.                      |
| Alfonso Ugarte           | 1       | 1          | 2004.                         | 2002.                      |
| Construcción Civil       | 1       | -          | 1970.                         |                            |
| Sport San Martín         | 1       | -          | 1971.                         |                            |
| Defensor Mayta Cápac     | 1       | -          | 1980.                         |                            |
| San Pablo                | 1       | -          | 1982.                         |                            |
| Sport Bolívar            | 1       | -          | 1984.                         |                            |
| Once Estrellas           | 1       | -          | 1986.                         |                            |
| Sport Puerto Aéreo       | 1       | -          | 1987.                         |                            |
| Inmaculada Concepción    | 1       | -          | 1988.                         |                            |
| Sport Rex                | 1       | -          | 1989.                         |                            |
| Cosmos San Isidro        | 1       | -          | 1992.                         |                            |
| Ind. Los Ángeles         | 1       | -          | 1994.                         |                            |
| Aceros Arequipa          | 1       | -          | 2001.                         |                            |
| Deportivo Santa Rita     | 1       | -          | 2002.                         |                            |
| Juventud Miraflores      | 1       | -          | 2007.                         |                            |
| Deportivo UNICA          | 1       | -          | 2008.                         |                            |
| Juventud Media Luna      | 1       | -          | 2009.                         |                            |
| Joe Gutiérrez            | 1       | -          | 2010.                         |                            |
| Juventud Barrio Nuevo    | 1       | -          | 2015.                         |                            |
| Carlos Orellana          | 1       | -          | 2016.                         |                            |
| Deportivo Las Américas   | 1       | -          | 2019.                         |                            |
| Juventud Santo Domingo   | 1       | -          | 2024.                         |                            |
| Francisco Oropeza        | -       | 3          |                               | 1967, 1969, 1970.          |
| Saragoza                 | -       | 2          |                               | 1987, 1992.                |
| Independiente Lima       | -       | 1          |                               | 1972.                      |
| Estudiantes Unidos       | -       | 1          |                               | 1973.                      |
| Sport Bolognesi          | -       | 1          |                               | 1974.                      |
| Sport Vitarte            | -       | 1          |                               | 1975.                      |
| Juventud Aurora          | -       | 1          |                               | 1976.                      |
| Juventud Barrios Altos   | -       | 1          |                               | 1978.                      |
| Juventud San Carlos      | -       | 1          |                               | 1979.                      |
| Deportivo Aviación       | -       | 1          |                               | 1982.                      |
| Sport Buenos Aires       | -       | 1          |                               | 1983.                      |
| Deportivo Sunampe        | -       | 1          |                               | 1989.                      |
| Domingo Dianderas        | -       | 1          |                               | 2000.                      |
| Julio Ramírez            | -       | 1          |                               | 2003.                      |
| San José                 | -       | 1          |                               | 2004.                      |
| Juventud Guadalupe       | -       | 1          |                               | 2008.                      |
| Olímpico Peruano         | -       | 1          |                               | 2009.                      |
| Mayta Cápac              | -       | 1          |                               | 2012.                      |
| San Ignacio              | -       | 1          |                               | 2013.                      |
| Unión Progresista        | -       | 1          |                               | 2014.                      |
| Deportivo América        | -       | 1          |                               | 2015.                      |
| Parada de los Amigos     | -       | 1          |                               | 2017.                      |
| Sport Marino             | -       | 1          |                               | 2018.                      |
| Los Libertadores         | -       | 1          |                               | 2022.                      |
| Deportivo Lolo Fernández | -       | 1          |                               | 2023.                      |
| Nacional de La Joya      | -       | 1          |                               | 2024.                      |
| Juventud Ccontacc        | -       | 1          |                               | 2025.                      |

Nota: indicados en negrita los años en los que también consiguió el título distrital y provincial, alcanzando un triplete departamental.

### Títulos por provincia
| Provincia | Campeonatos | Subcampeonatos | Clubes campeones |
| --------- | ----------- | -------------- | --- |
| Ica       | 29          | 12             | Octavio Espinosa (5), Estudiantes de Medicina (5), Deportivo Huracán (2), Olímpico de Acomayo (2), Félix Donayre (2), Abraham Valdelomar (2), Sport Victoria (1), José Carlos Mariátegui (1), Alfonso Ugarte (1), Sport San Martín (1), Sport Bolívar (1), Sport Puerto Aéreo (1), Sport Rex (1), Cosmos San Isidro (1), Deportivo UNICA (1), Juventud Barrio Nuevo (1) y Carlos Orellana (1) |
| Pisco     | 11          | 13             | Unión San Martín (3), Víctor Bielich (2), Alianza Pisco (2), Inmaculada Concepción (1), Aceros Arequipa (1), Joe Gutiérrez (1) y Deportivo Las Américas (1) |
| Chincha   | 9           | 9              | Alejandro Villanueva (2), Construcción Civil (1), Defensor Mayta Cápac (1), Once Estrellas (1), Independiente Los Ángeles (1), Deportivo Santa Rita (1), Juventud Miraflores (1) y Juventud Media Luna (1) |
| Nasca     | 9           | 6              | Defensor Zarumilla (3), Juan Mata (2), Santos (2), San Pablo (1) y Juventud Santo Domingo (1) |
| Lucanas   | -           | 3              | |
| Palpa     | -           | 2              | |